# Sinfonia n. 45 (Haydn)
La Sinfonia  in Fa diesis minore, nota anche come "Sinfonia degli addii", è stata scritta dal compositore austriaco Franz Joseph Haydn nel 1772. È stata composta per il mecenate di Haydn, il principe Nikolaus Esterházy, quando la corte si trovava nella residenza estiva di Eszterhaza. Il primo movimento della Sinfonia n. 85 contiene dei riferimenti a quest'opera.
È detta "sinfonia degli addii" perché nell'esecuzione dell'adagio finale i musicisti a turno smisero di suonare, spensero la candela del loro leggio e lasciarono la sala, e l'esecuzione venne portata a conclusione solo da due violini con sordina, suonati da Haydn stesso e dal primo violino, Luigi Tomasini. Il soggiorno ad Eszterhaza fu infatti più lungo del previsto, e con questo finale il compositore indicava in maniera allusiva al principe il desiderio dei musicisti di ritornare a casa ad Eisenstadt, dov'erano rimaste molte delle loro famiglie.

## Movimenti

### Allegro assai
Il primo movimento è in fa diesis minore, tonalità inusuale in quel periodo. Il movimento si apre in una maniera tipica dell'epoca Sturm und Drang in cui visse Haydn, con arpeggi minori discendenti dei primi violini, note sincopate dei secondi violini e note tenute dei fiati. Il movimento segue la forma sonata, ma si allontana dal modello standard in vari modi. Ad esempio, appena prima della ripresa, viene introdotto nuovo materiale musicale, che avrebbe potuto essere usato come secondo soggetto nell'esposizione in un lavoro più convenzionale. A parte questi discostamenti dai canoni, il primo movimento è "difficilmente percepibile come rivoluzionario"

### Adagio
Il secondo movimento, lento, in la maggiore è anch'esso in forma sonata. Inizia con una melodia rilassata suonata dai violini con la sordina, presentando un motivo "singhiozzante". Il carattere diviene più scuro e meditativo con un'alternanza fra modi maggiore e minore, somigliante a molti passaggi simili nelle opere tardive di Franz Schubert. Segue una serie di sospensioni dissonanti che attraversano le linee di demarcazione delle battute, estese per lunghezze straordinarie da Haydn quando lo stesso materiale appare nella ripresa. James Webster la indica come musica a programma esprimente il desiderio di tornare a casa.

### Minuetto: allegretto
Il minuetto, in fa diesis maggiore, ha come peculiarità il fatto che la cadenza finale di ogni sezione è molto debole, risolvendo nel terzo movimento, creando un senso d'incompiutezza.

### Finale: Presto - Adagio
L'ultimo movimento inizia con un tempo veloce, nel tipico stile di Haydn, scritto in forma sonata nella tonalità di fa diesis minore. L'intensità ritmica aumenta ad un certo punto con l'uso del bariolage nella parte dei primi violini. La musica arriva finalmente alla fine della ripresa in un passaggio che sembra essere la fine della sinfonia, ma improvvisamente irrompe in una cadenza di dominante. Quello che poi segue è una lunga coda, come un secondo movimento lento, estremamente raro nelle sinfonie classiche e che probabilmente lasciò stupito il principe. Tale coda è scritta in 3/8 e modula da la maggiore a fa diesis maggiore. Nella coda molti degli strumenti suonano un piccolo solo appena prima di "congedarsi", e il finale è un anticlimax che finisce in un pianissimo. L'ordine con cui gli strumenti abbandonano l'esecuzione è il seguente: primo oboe e secondo corno, fagotto, secondo oboe e primo corno, contrabbasso, violoncelli, violini di fila (restano solo i violini del primo leggio con sordina), viole. I violini del primo leggio, con la sordina, completano l'esecuzione.